# Будкевич Інга Миколаївна
Інга Миколаївна Будкевич (нар. 31 березня 1936, Москва) — радянська і російська акторка театру і кіно.

## Біографія
Інга Будкевич народилася 31 березня 1936 року в Москві в сім'ї військовослужбовця. Батько — Микола Тарасович Будкевич. Мати — Марія Олексіївна Будкевич. У 1954 році закінчила Московську середню школу № 45, а потім акторський факультет Всесоюзного державного інституту кінематографії (1954—1959, курс Михайла Ромма та Володимира Бєлокурова).
З 1959 по 1967 роки Інга Будкевич працювала акторкою Театру-студії кіноактора і одночасно — артисткою мовленнєвого жанру творчого колективу «Очима молодих» при Всеросійському гастрольно-концертному об'єднанні.
У 1967 році Інга Будкевич увійшла до штату кіностудії імені Максима Горького.

### Родина
Першим чоловіком Інги Будкевич з 1956 по 1980 рр. був кіноактор Едуард Ізотов, відомий радянським глядачам роллю Іванушки у фільмі кінорежисера Олександра Роу «Морозко» (1964), шлюб з яким в останні роки носив формальний характер.
З 1980 року по даний час акторка перебуває у шлюбі з кінорежисером Юрієм Мастюгіним.
Дочка від першого шлюбу з Едуардом Ізотовим — відома радянська і російська акторка кіно, Вероніка Ізотова (1960).

### Кар'єра в кіно
Свою першу головну роль у кіно Інга Будкевич зіграла на останньому курсі ВДІКу у режисера Фелікса Миронера у фільмі «Вулиця молодості» (1958). Знаменною стала роль нареченої Віктора Туза Уляни в комедії Максима Руфа «Сварка в Лукашах» (1959). Сформоване в цей акторський період амплуа акторки — ліричні героїні і характерні ролі.
Після народження дочки акторка до початку 1970-х років зіграла більш ніж у 10 фільмах, виконавши в них кілька найкращих своїх ролей, у тому числі:
- Ігорева у виробничій драмі «Битва в дорозі» (1961);
- Інга Ротмирова в кіноепопеї «Щит і меч» (1968) режисера Володимира Басова;
- тітка Марина в короткометражному фільмі «Коли козаки плачуть» (1963) режисера Євгена Моргунова.

У 1970-ті роки акторка зіграла інші знаменні кіноролі: Васи у військовій драмі «Мандрівний фронт» (1971) режисера Браса Халзанова, і Христини Нагнибіди в історичній драмі режисерів Миколи Гібу та Леоніда Проскурова «Гнів» (1974) про Татарбунарське повстання в Південній Бессарабії (тепер Чернівецька область).

## Фільмографія
- 1956 — Карнавальна ніч — епізод
- 1957 — Четверо — медсестра
- 1958 — Вулиця молодості — Ніна Чепурна
- 1959 — Сварка в Лукашах — Уляна Котова
- 1959 — Любов'ю треба дорожити — Зіна
- 1959 — У степовій тиші — колгоспниця
- 1959 — Аннушка — маляр
- 1960 — Російський сувенір — стюардеса
- 1961 — Битва в дорозі — Ігорева
- 1963 — Коли козаки плачуть — тітка Марина
- 1965 — Дзвонять, відчиніть двері — продавчиня
- 1966 — Бережись автомобіля — купляє транзисторний приймач (в титрах не вказана)
- 1967 — Журналіст — дівчина з газетою
- 1968 — Щит і меч — Інга Ротмирова, помічниця Сорокіна
- 1968 — Перехідний вік — дама з собачкою
- 1968 — Вогонь, вода та... мідні труби — Царівна
- 1968 — Журавушка — Маринка доярка
- 1969 — Рудольфіо — мати Іо
- 1969 — Неділя на вигоні — Марія-волоока
- 1969 — Варвара-краса, довга коса — мамка
- 1971 — У нас на заводі — Поліна Андріївна
- 1971 — У старому автобусі — Дама
- 1971 — Мандрівний фронт — Васса
- 1971 — Як стати чоловіком (кіноальманах) — перукарка
- 1971 — Зірки не гаснуть — секретарка
- 1971 — Надбання республіки — чекистка (в титрах В. Боткевич)
- 1971 — Все королівське військо — секретарка президента
- 1972 — Руслан і Людмила — царська мамка
- 1972 — Вогники — селянка
- 1972 — Червоно сонечко — Миколаївна
- 1973 — Ні слова про футбол — мама Бузулукова
- 1973 — Крапля в морі — мама Алли
- 1973 — Біля цих вікон — дружина «Похмурого»
- 1974 — Тверда порода — Тася
- 1974 — Шпак і Ліра — світська дама
- 1974 — Гнів — Христина Нагнибіда
- 1975 — Шторм на суші — панянка
- 1975 — Коли настає вересень — стюардеса
- 1975 — В очікуванні дива
- 1976 — Просто Саша — лікарка
- 1976 — Принцеса на горошині — маркіза
- 1976 — Поки б'є годинник — придворна дама
- 1976 — 12 стільців (4-та серія) — касирка на пристані
- 1979 — Сищик — мама Ніни
- 1979 — Старі борги — партійна працівниця
- 1979 — З коханими не розлучайтесь — відпочивальниця на базі відпочинку
- 1979 — Вигідний контракт — журналістка «Ньюсдей»
- 1980 — Одного разу двадцять років по тому — директорка магазину
- 1980 — Карл Маркс. Молоді роки
- 1981 — Дівчина і море — Юлія, мати курсанта Зиновія
- 1981 — Хочу, щоб він прийшов — сусідка
- 1981 — Карнавал — секретарка приймальної комісії
- 1981 — На початку гри — лікарка команди
- 1982 — Сонячний вітер — кореспондентка
- 1982 — Професія — слідчий — Марія Сергіївна
- 1982 — Пригоди графа Невзорова — вдова полковника
- 1983 — З життя начальника карного розшуку — Олена, начальниця автобази
- 1984 — Приходь вільним — дружина Лозованова
- 1984 — Час і сім'я Конвей — Хезел Конвей в зрілому віці
- 1985 — Танці на даху — Аллочка, дружина геолога
- 1986 — Петро Великий (США) — сваха Петра
- 1986 — Голова Горгони — Зіна
- 1988 — Білі ворони — адміністраторка готелю
- 1989 — Любов з привілеями — реєстраторка Загсу
- 1990 — Сестрички Ліберті — епізод
- 1991 — Лінія смерті — консьєржка
- 1992 — Чорний квадрат — капітан міліції
- 1992 — Річард Левине Серце
- 1992 — Давайте без фокусів! — секретарка Івана Петровича
- 1993 — Шиш на кокуй! — Раїса Ганнібалівна
- 1993 — Лицар Кеннет
- 1993 — Російська співачка — сусідка
- 1993 — Повний місяць — мама Стасі
- 1995 — Самотній гравець — секретарка
- 1998 — Сибірський спас
- 2004 — Надія йде останньою